# Resolutie 912 Veiligheidsraad Verenigde Naties
Resolutie 912 van de VN-Veiligheidsraad werd unaniem aangenomen op 21 april 1994. De resolutie paste het mandaat van de UNAMIR-vredesmacht in Rwanda aan, naar aanleiding van het zware geweld dat daar was uitgebroken.

## Achtergrond
Vanaf de kolonisatie van Rwanda eind 19e eeuw gingen de Tutsi de veel talrijker Hutu overheersen. Nog voor de onafhankelijkheid brak etnisch geweld uit, waarbij de Hutu aan de macht kwamen en veel Tutsi het land ontvluchtten en niet meer mochten terugkeren. Daar richtten ze eind jaren tachtig het FPR op, dat in 1990 Rwanda binnen viel. Met westerse steun werden zij echter verdreven. Toch werden in de nasleep hiervan vredesgesprekken aangeknoopt. Die leidden in 1993 tot het Vredesakkoord van Arusha.
Op 6 april 1994 kwamen de Rwandese en de Burundese president om toen hun vliegtuig werd neergeschoten. Dat was het startsein voor Hutu-milities om op grote schaal Tutsi en gematigde Hutu te vermoorden. De UNAMIR-vredesmacht van de Verenigde Naties stond machteloos. De FPR ging opnieuw in de aanval en nam in juli de hoofdstad Kigali in. Hierop vluchtten veel Hutu naar Oost-Congo, wat die regio jarenlang destabiliseerde.

## Inhoud
De Veiligheidsraad herinnerde aan resolutie 909, die de UNAMIR-vredesmacht verlengde op voorwaarde dat vooruitgang werd geboekt in het opzetten van overgangsinstellingen, zoals voorzien in het vredesakkoord. Nu was gebleken dat dat akkoord niet volledig was uitgevoerd; vooral het staakt-het-vuren niet.
De Veiligheidsraad erkende de inspanningen van de presidenten van Rwanda en Burundi. Beiden waren op 6 april om het leven gekomen toen hun vliegtuig werd neergehaald. Hierna was grootschalig geweld uitgebroken, waarbij duizenden omkwamen. Er werd gevochten, geplunderd en gestolen terwijl het rechtssysteem niet langer functioneerde. Men was bezorgd om de veiligheid van VN- en ander personeel dat meewerkte aan het vredesakkoord en de verdeling van hulpgoederen.
De Veiligheidsraad betreurde het incident waarbij de presidenten van Rwanda en Burundi omkwamen en ook het geweld waarbij de eerste minister, andere ministers, ambtenaren en duizenden burgers waren omgekomen. Het geweld werd veroordeeld; vooral in de hoofdstad Kigali. Ook aanvallen op UNAMIR, die doden en gewonden hadden veroorzaakt, werden streng veroordeeld.
De Veiligheidsraad eiste dat Rwanda en de FPR de vijandelijkheden en de blinde slachting onmiddellijk stopten. Gezien de situatie werd het mandaat van UNAMIR als volgt aangepast:
a. Bemiddelen in een staakt-het-vuren,
b. De hulpverlening terug op gang brengen,
c. De ontwikkelingen opvolgen en rapporteren.
De Veiligheidsraad kon dat mandaat op elk gegeven moment opnieuw aanpassen aan de ontwikkelingen. Het Vredesakkoord van Arusha bleef de enige basis voor de oplossing van het conflict. Alle landen in de regio en de Organisatie van Afrikaanse Eenheid werden opgeroepen daaraan te blijven werken. De internationale gemeenschap werd opgeroepen de humanitaire hulp op te drijven. Ten slotte werd secretaris-generaal Boutros Boutros-Ghali gevraagd de situatie op te volgen en binnen vijftien dagen te rapporteren.

## Verwante resoluties
- Resolutie 893 Veiligheidsraad Verenigde Naties
- Resolutie 909 Veiligheidsraad Verenigde Naties
- Resolutie 918 Veiligheidsraad Verenigde Naties
- Resolutie 925 Veiligheidsraad Verenigde Naties

Lijst ·  893 ·  894 ·  895 ·  896 ·  897 ·  898 ·  899 ·  900 ·  901 ·  902 ·  903 ·  904 ·  905 ·  906 ·  907 ·  908 ·  909 ·  910 ·  911 ·  912 ·  913 ·  914 ·  915 ·  916 ·  917 ·  918 ·  919 ·  920 ·  921 ·  922 ·  923 ·  924 ·  925 ·  926 ·  927 ·  928 ·  929 ·  930 ·  931 ·  932 ·  933 ·  934 ·  935 ·  936 ·  937 ·  938 ·  939 ·  940 ·  941 ·  942 ·  943 ·  944 ·  945 ·  946 ·  947 ·  948 ·  949 ·  950 ·  951 ·  952 ·  953 ·  954 ·  955 ·  956 ·  957 ·  958 ·  959 ·  960 ·  961 ·  962 ·  963 ·  964 ·  965 ·  966 ·  967 ·  968 ·  969